# Bohdan Dyakowski

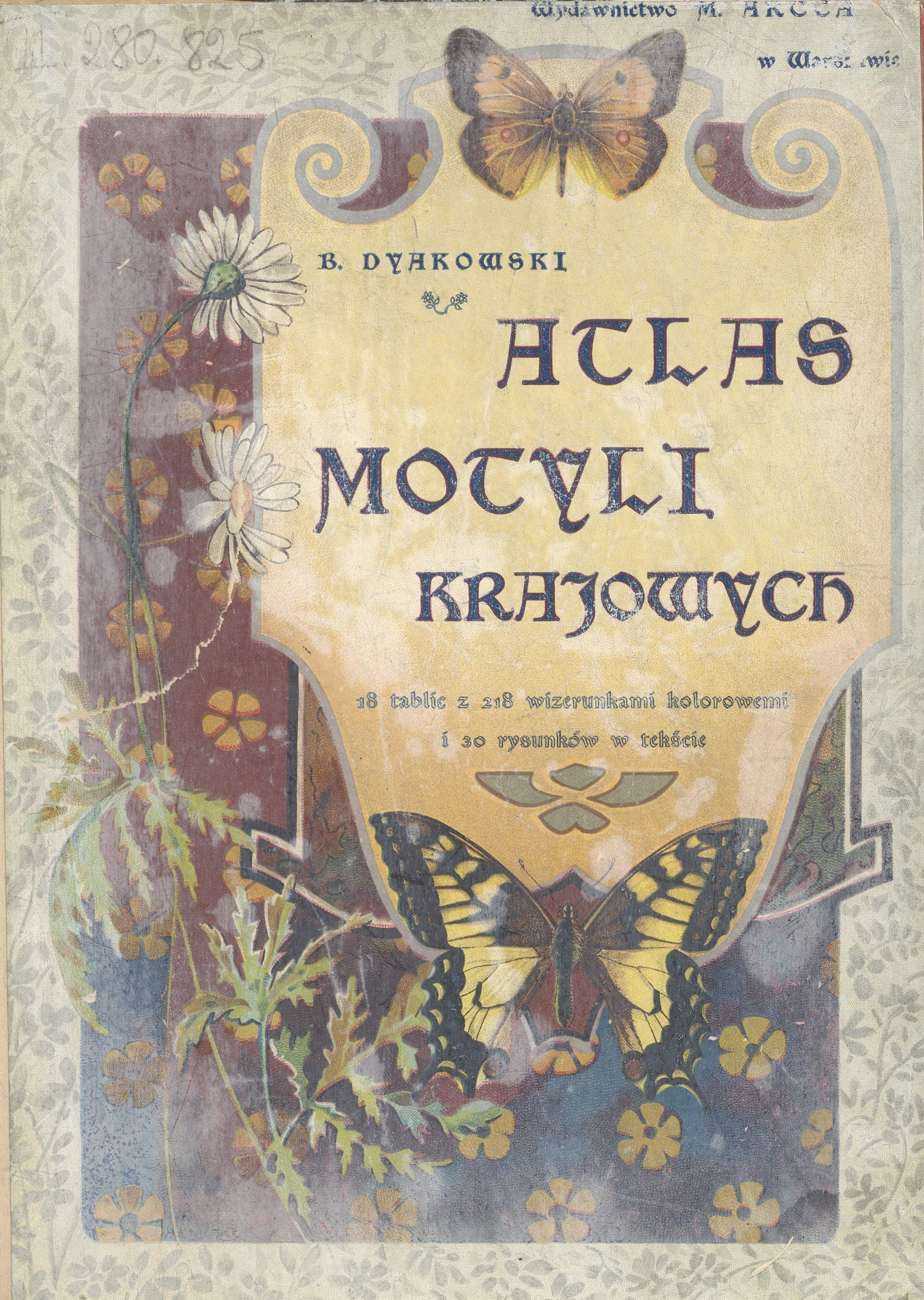
Atlas motyli krajowych Bohdana Dyakowskiego, 1906

Bohdan Dyakowski (ur. 22 grudnia 1864 w Kotiużyńcach, zm. 9 grudnia 1940 w Krakowie) – polski biolog i popularyzator wiedzy przyrodniczej. 

## Życiorys
Był przez pewien czas nauczycielem biologii i fizyki. Wykładał w Studium Pedagogicznym Uniwersytetu Jagiellońskiego. Propagował ideę ochrony przyrody w Polsce. Jeden z założycieli Ligi Ochrony Przyrody. Napisał kilkaset artykułów i notatek opublikowanych w różnych czasopismach, szereg podręczników i książek popularnych z dziedziny przyrody, m.in.:
- Atlas państwa zwierzęcego (1903–1926)
- Nasz las i jego mieszkańcy (1898)
- O dawnych łowach i dawnej zwierzynie (2 wyd. 1925)
- Tatry (1923)
- Z naszej przyrody (1903)
- Z puszczy Białowieskiej (1908).

Z żoną, Antoniną z Pfaffiusów (1869–1945), mieli trzy córki: Zofię (1895–1944), Marię (1902–1925) i Jadwigę (1905–1992).